# Красне (Ніколаєвський район)
Кра́сне (рос. Красное) — село у складі Ніколаєвського району Хабаровського краю, Росія. Адміністративний центр Красносельського сільського поселення.

## Населення
Населення — 980 осіб (2010; 1250 у 2002).
Національний склад (станом на 2002 рік):
- росіяни — 88 %